# أليسيا غوميز مونتانو
أليسيا غوميز مونتانو (بالإسبانية: Alicia Gómez Montano) (1955 - 2020)، كانت صحفية ومذيعة في التلفزيون الإسباني. وكانت نائبة رئيس القسم الإسباني لمنظمة مراسلون بلا حدود.
توفيت يوم 18 يناير 2020 في مستشفى سانشينارو بالعاصمة مدريد بسبب مرض للسرطان.

## من مؤلفاتها
- التلاعب في التلفزيون (2006). «La manipulación en televisión (2006)»

## الجوائز
- 1998 الميدالية الفضية لمهرجان نيويورك عن التقرير الصادر في عام 1996.
- 2006 الجائزة الأولى للبحوث المتعلقة بالاتصال السمعي البصري للمجلس السمعي البصري لكاتالونيا (CAC) مع عمل حول التعددية في RTVE.
- جائزة حكومة الباسك لعام 2009
- 2009 جائزة جمعية سيدات الأعمال
- جائزة 2011 لأفضل مدير برامج تمنحها أكاديمية السينما والتلفزيون (إسبانيا)